# Lâu đài Sandomierz
Lâu đài Hoàng gia Sandomierz là một cấu trúc thời trung cổ ở Sandomierz, Ba Lan. Nó được xây dựng trên một sườn dốc của sông Vistula bởi Casimir III Đại đế và được mở rộng vào thế kỷ XVI. Tòa nhà ban đầu đã bị nổ tung vào năm 1656, chỉ còn lại cánh phía tây. Sau đó nó được chuyển thành một nơi ở theo phong cách Phục hưng với cánh phía tây được bảo tồn như một bảo tàng.

## Lịch sử
Lâu đài thế kỷ XIV được xây dựng trên địa điểm của thành trì hiện có vào thế kỷ thứ X. Giữa 1146-1166, đó là chỗ của Hoàng tử Henry xứ Sandomierz, con trai của Bolesław III Wrymouth. Lâu đài gothic được xây dựng bởi Casimir Đại đế. Những tàn dư của cấu trúc Gothic có thể nhìn thấy trong nền móng của tòa tháp hình bát giác ở góc phía nam, là phần cổ nhất của di tích. Tòa tháp hiện tại được xây dựng dưới triều đại của Casimir IV Jagiellon vào thế kỷ XV như là một phần không thể thiếu của cái gọi là Great House, cơ ngơi của hoàng tử.
Trong triều đại của Zygmunt I của Ba Lan và Zygmunt II của Ba Lan, lâu đài đã được mở rộng. Nền móng của Sigismund the Old được bảo tồn phía trên lối vào ở phía đông của mảng. Năm 1520 nó mang một hình xoắn ốc với đại bàng của Sigismund. Việc xây dựng được giám sát bởi kiến trúc sư Hoàng gia Benedyct Sandomierski, người đã dựng lên những chiếc đinh tán hình cung hai tầng xung quanh một khoảng sân kín.
Trong thời kỳ Đại hồng thủy, lâu đài đã bị nổ tung bởi quân đội Thụy Điển đang rút lui của tướng quân. Khoảng năm mươi người Ba Lan vào lâu đài bỏ hoang đã bị giết. Cánh phía tây còn sót lại của lâu đài sau đó đã được xây dựng lại dưới triều đại của vua John III Sobieski trong khoảng thời gian 1680-1688.

## Hình ảnh

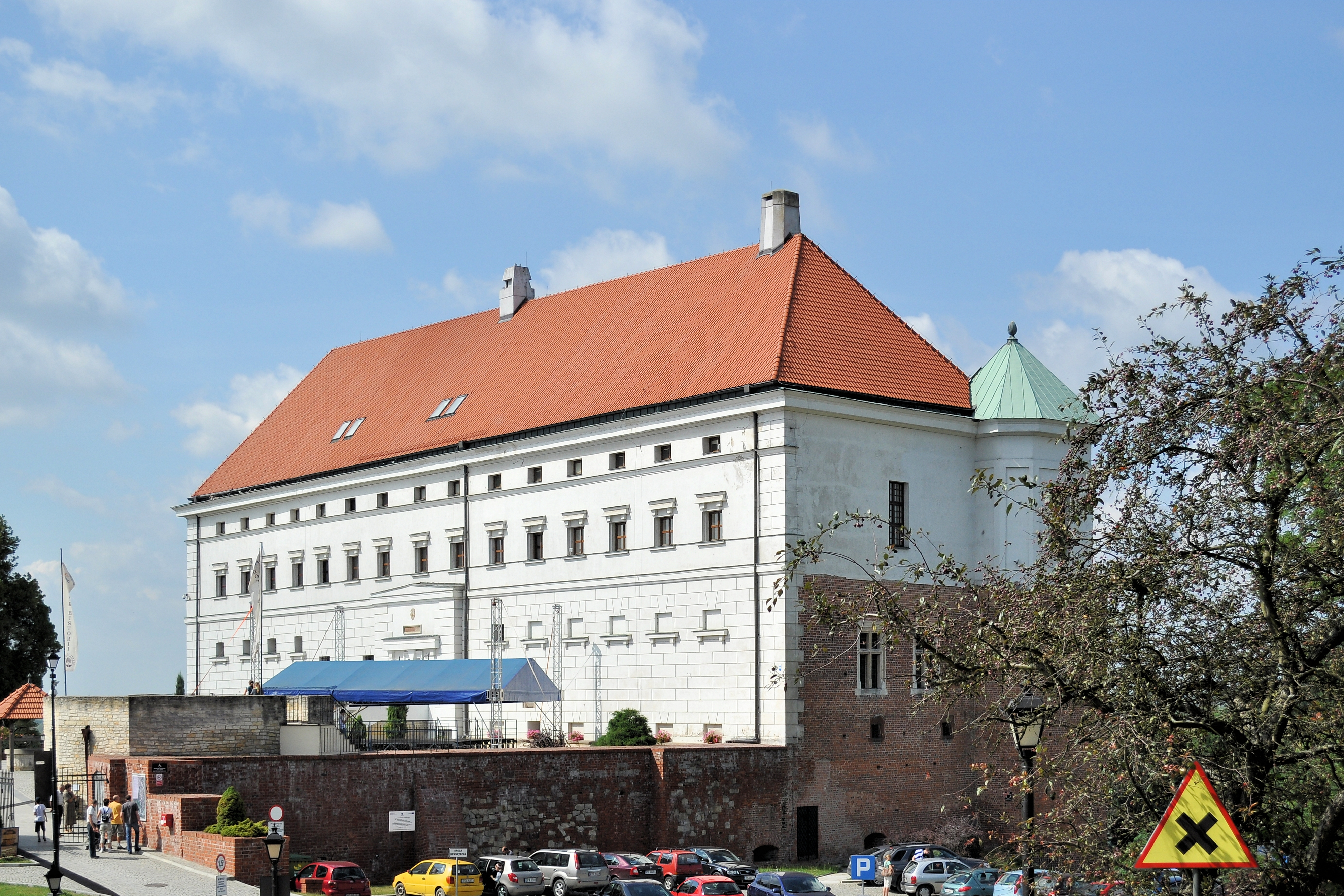
Ngoại thất của lâu đài
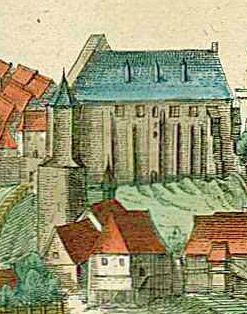
Lâu đài Sandomierz vào thế kỷ 15, dưới triều đại của Casimir IV Jagiellon
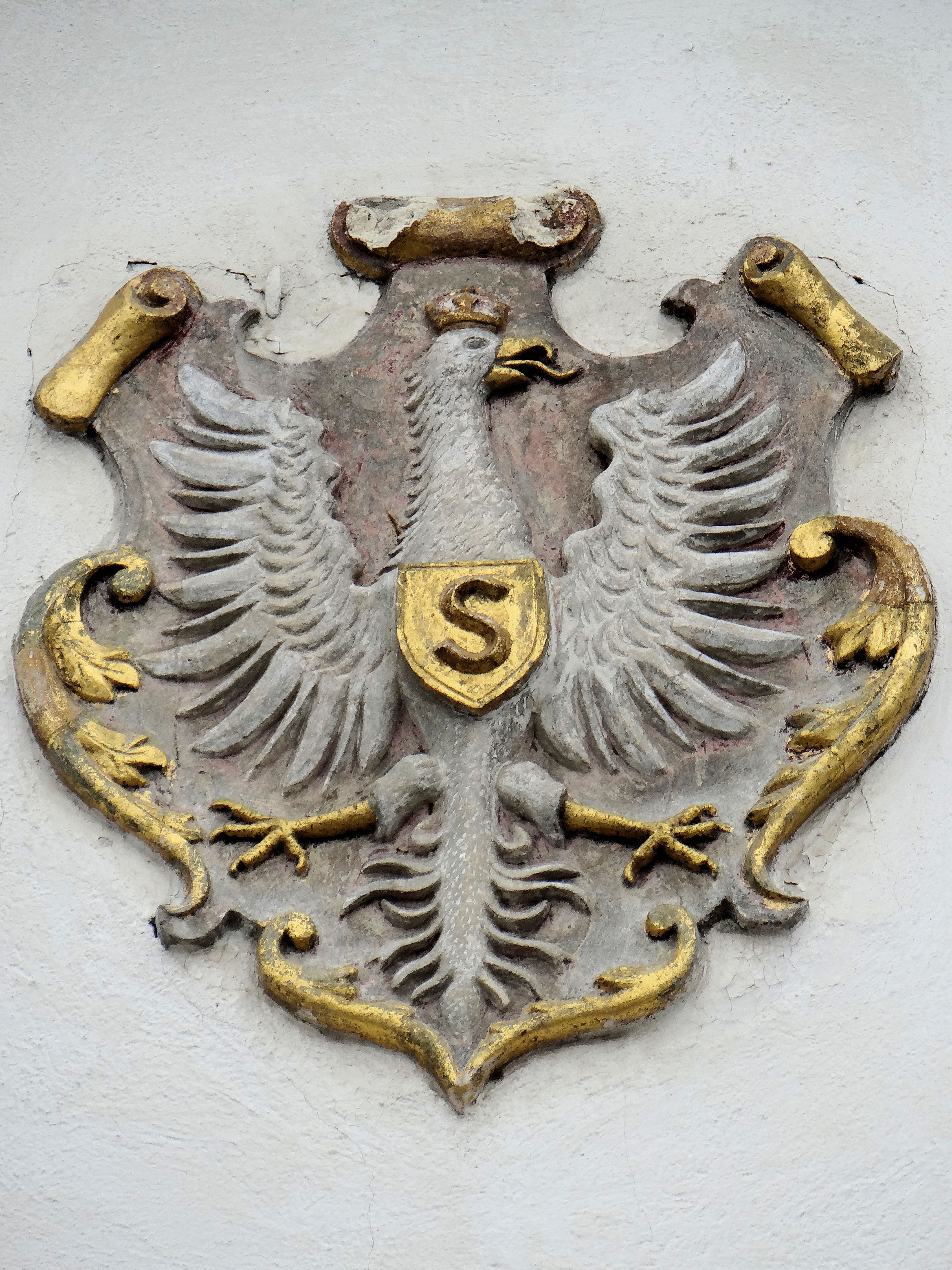
Eagle of Zygmunt I của Ba Lan trên mặt tiền
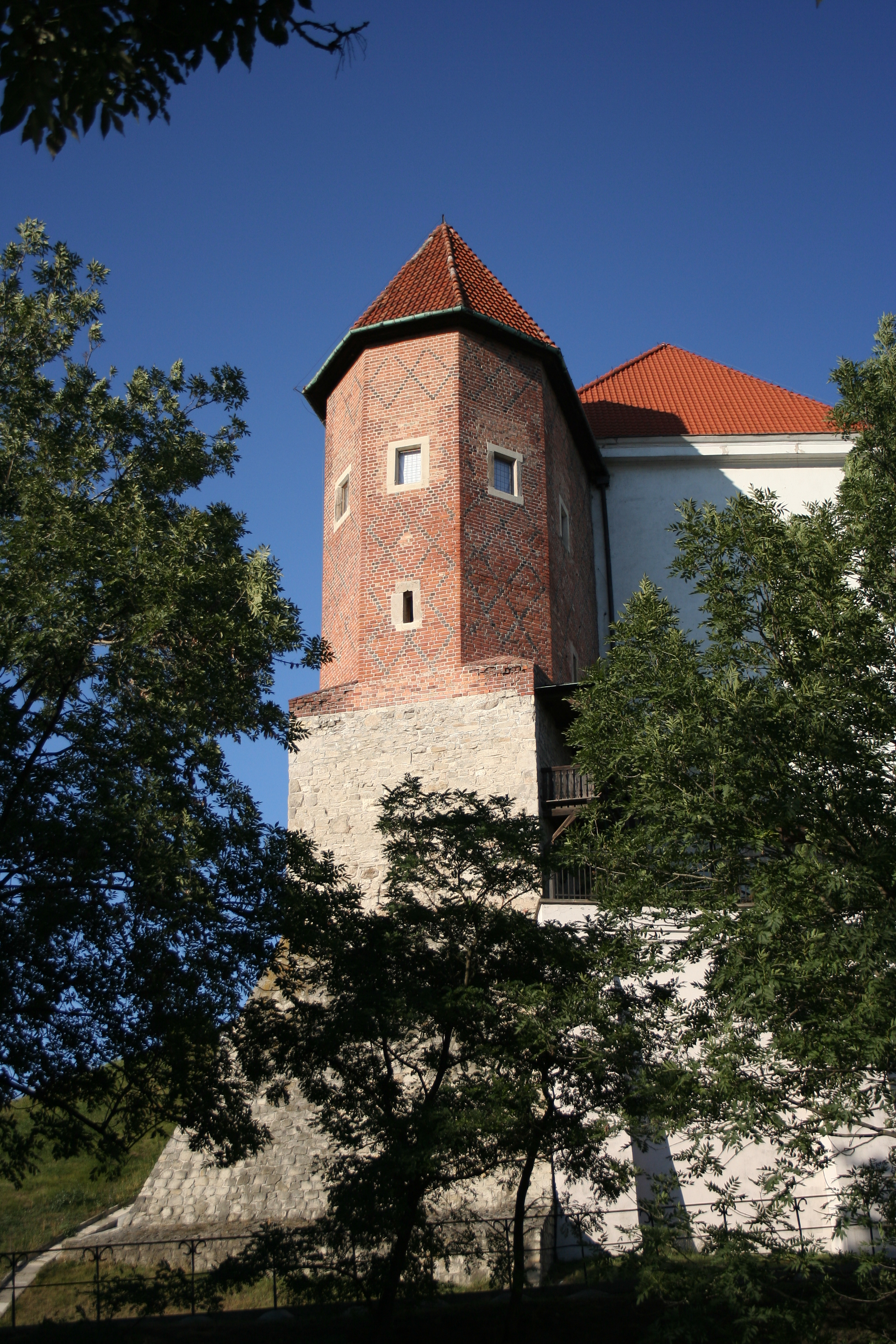
Cánh phía tây của lâu đài và tháp gothic được gọi là "Kurza Stopka" (Bàn chân của Hen)